# Easy to Get
Easy to Get è un film muto del 1920 diretto da Walter Edwards.

## Produzione
Il film fu prodotto dalla Famous Players-Lasky Corporation.

## Distribuzione
Distribuito dalla Paramount-Artcraft Pictures, il film - presentato da Adolph Zukor - uscì nelle sale cinematografiche statunitensi il 28 marzo 1920.